# ATP Tour 2004
In der folgenden Tabelle werden die Turniere der professionellen Herrentennis-Saison 2004 (ATP-Tour) dargestellt.
| Ort                 | Land                         | Turnier                                       | Serie                     | Belag¹        | Sieger              |
| ------------------- | ---------------------------- | --------------------------------------------- | ------------------------- | ------------- | ------------------- |
| Doha                | Katar                        | Qatar Open                                    | International Series      | Hartplatz     | Nicolas Escudé      |
| Chennai             | Indien                       | Tata Open                                     | International Series      | Hartplatz     | Carlos Moyá         |
| Adelaide            | Australien                   | AAPT Championships                            | International Series      | Hartplatz     | Dominik Hrbatý      |
| Sydney              | Australien                   | Adidas International                          | International Series      | Hartplatz     | Lleyton Hewitt      |
| Auckland            | Neuseeland                   | Heineken Open                                 | International Series      | Hartplatz     | Dominik Hrbatý      |
| Melbourne           | Australien                   | Australian Open                               | Grand Slam                | Hartplatz     | Roger Federer       |
| Viña del Mar        | Chile                        | BellSouth Open                                | International Series      | Sand          | Fernando González   |
| Mailand             | Italien                      | Milan Indoors                                 | International Series      | Teppich (i)   | Antony Dupuis       |
| San Jose            | Vereinigte Staaten           | Siebel Open                                   | International Series      | Hartplatz (i) | Andy Roddick        |
| Buenos Aires        | Argentinien                  | Copa AT&T                                     | International Series      | Sand          | Guillermo Coria     |
| Memphis (Tennessee) | Vereinigte Staaten           | Kroger/St. Jude International                 | International Series Gold | Hartplatz (i) | Joachim Johansson   |
| Rotterdam           | Niederlande                  | ABN/AMRO World Tennis Tournament              | International Series Gold | Hartplatz (i) | Lleyton Hewitt      |
| Marseille           | Frankreich                   | Open 13                                       | International Series      | Hartplatz (i) | Dominik Hrbatý      |
| Costa do Sauípe     | Brasilien                    | Brasil Open                                   | International Series      | Sand          | Gustavo Kuerten     |
| Acapulco            | Mexiko                       | Abierto Mexicano Telefonica MoviStar          | International Series Gold | Sand          | Carlos Moyá         |
| Dubai               | Vereinigte Arabische Emirate | Dubai Open                                    | International Series Gold | Hartplatz     | Roger Federer       |
| Scottsdale          | Vereinigte Staaten           | Arizona Men’s Tennis Championships            | International Series      | Hartplatz     | Vincent Spadea      |
| Indian Wells        | Vereinigte Staaten           | Pacific Life Open                             | ATP Masters Series        | Hartplatz     | Roger Federer       |
| Miami               | Vereinigte Staaten           | NASDAQ-100 Open                               | ATP Masters Series        | Hartplatz     | Andy Roddick        |
| Houston             | Vereinigte Staaten           | US Men’s Clay Court Championships             | International Series      | Sand          | Tommy Haas          |
| Estoril             | Portugal                     | Estoril Open                                  | International Series      | Sand          | Juan Ignacio Chela  |
| Valencia            | Spanien                      | Open de Tenis Comunidad Valenciana            | International Series      | Sand          | Fernando Verdasco   |
| Monte Carlo         | Monaco                       | Tennis Masters Series Monte-Carlo             | ATP Masters Series        | Sand          | Guillermo Coria     |
| Barcelona           | Spanien                      | Open SEAT Godó                                | International Series Gold | Sand          | Tommy Robredo       |
| München             | Deutschland                  | BMW Open                                      | International Series      | Sand          | Nikolai Dawydenko   |
| Rom                 | Italien                      | Telecom Italia Masters                        | ATP Masters Series        | Sand          | Carlos Moyá         |
| Hamburg             | Deutschland                  | Tennis Masters Series Hamburg                 | ATP Masters Series        | Sand          | Roger Federer       |
| Casablanca          | Marokko                      | Grand Prix Hassan II                          | International Series      | Sand          | Santiago Ventura    |
| St. Pölten          | Österreich                   | Internationaler Raiffeisen Grand Prix         | International Series      | Sand          | Filippo Volandri    |
| Düsseldorf          | Deutschland                  | ARAG ATP World Team Championship              | World Team Cup            | Sand          | Chile               |
| Paris               | Frankreich                   | French Open                                   | Grand Slam                | Sand          | Gastón Gaudio       |
| Halle (Westf.)      | Deutschland                  | Gerry Weber Open                              | International Series      | Rasen         | Roger Federer       |
| London              | Vereinigtes Königreich       | The Stella Artois Grass Court Championships   | International Series      | Rasen         | Andy Roddick        |
| ’s-Hertogenbosch    | Niederlande                  | Ordina Open                                   | International Series      | Rasen         | Michaël Llodra      |
| Nottingham          | Vereinigtes Königreich       | The Nottingham Open                           | International Series      | Rasen         | Paradorn Srichaphan |
| Wimbledon, London   | Vereinigtes Königreich       | Wimbledon Championships                       | Grand Slam                | Rasen         | Roger Federer       |
| Gstaad              | Schweiz                      | Allianz Suisse Open                           | International Series      | Sand          | Roger Federer       |
| Båstad              | Schweden                     | Synsam Swedish Open                           | International Series      | Sand          | Mariano Zabaleta    |
| Newport             | Vereinigte Staaten           | Miller Lite Hall of Fame Tennis Championships | International Series      | Rasen         | Greg Rusedski       |
| Stuttgart           | Deutschland                  | Mercedes Cup                                  | International Series Gold | Sand          | Guillermo Cañas     |
| Los Angeles         | Vereinigte Staaten           | Mercedes-Benz Cup                             | International Series      | Hartplatz     | Tommy Haas          |
| Amersfoort          | Niederlande                  | The Priority Telecom Open                     | International Series      | Sand          | Martin Verkerk      |
| Kitzbühel           | Österreich                   | Generali Open                                 | International Series Gold | Sand          | Nicolás Massú       |
| Umag                | Kroatien                     | Croatia Open                                  | International Series      | Sand          | Guillermo Cañas     |
| Indianapolis        | Vereinigte Staaten           | RCA Championships                             | International Series      | Hartplatz     | Andy Roddick        |
| Montreal            | Kanada                       | Tennis Masters Series Montreal                | ATP Masters Series        | Hartplatz     | Roger Federer       |
| Cincinnati          | Vereinigte Staaten           | Western & Southern Financial Group Masters    | ATP Masters Series        | Hartplatz     | Andre Agassi        |
| Sopot               | Polen                        | Idea Prokom Open                              | International Series      | Sand          | Rafael Nadal        |
| Washington, D.C.    | Vereinigte Staaten           | Legg Mason Tennis Classic                     | International Series      | Hartplatz     | Lleyton Hewitt      |
| Long Island         | Vereinigte Staaten           | TD Waterhouse Cup                             | International Series      | Hartplatz     | Lleyton Hewitt      |
| New York City       | Vereinigte Staaten           | US Open                                       | Grand Slam                | Hartplatz     | Roger Federer       |
| Delray Beach        | Vereinigte Staaten           | International Tennis Championships            | International Series      | Hartplatz     | Ricardo Mello       |
| Bukarest            | Rumänien                     | Open Romania                                  | International Series      | Sand          | José Acasuso        |
| Peking              | Volksrepublik China          | China Open                                    | International Series      | Hartplatz     | Marat Safin         |
| Bangkok             | Thailand                     | Thailand Open                                 | International Series      | Hartplatz (i) | Roger Federer       |
| Shanghai            | Volksrepublik China          | Heineken Open Shanghai                        | International Series      | Hartplatz     | David Nalbandian    |
| Palermo             | Italien                      | Campionati Internazionali di Sicilia          | International Series      | Sand          | Tomáš Berdych       |
| Tokio               | Japan                        | AIG Japan Open                                | International Series Gold | Hartplatz     | Jiří Novák          |
| Lyon                | Frankreich                   | Grand Prix de Tennis de Lyon                  | International Series      | Teppich (i)   | Robin Söderling     |
| Metz                | Frankreich                   | Open de Moselle                               | International Series      | Hartplatz (i) | Jérôme Haehnel      |
| Wien                | Österreich                   | CA Tennis Trophy                              | International Series Gold | Hartplatz (i) | Feliciano López     |
| Moskau              | Russland                     | Kremlin Cup                                   | International Series      | Teppich (i)   | Nikolai Dawydenko   |
| Madrid              | Spanien                      | Tennis Masters Series Madrid                  | ATP Masters Series        | Hartplatz (i) | Marat Safin         |
| Basel               | Schweiz                      | Davidoff Swiss Indoors                        | International Series      | Teppich (i)   | Jiří Novák          |
| Stockholm           | Schweden                     | Stockholm Open                                | International Series      | Hartplatz (i) | Thomas Johansson    |
| Sankt Petersburg    | Russland                     | St. Petersburg Open                           | International Series      | Teppich (i)   | Michail Juschny     |
| Paris               | Frankreich                   | BNP Paribas Masters                           | ATP Masters Series        | Teppich (i)   | Marat Safin         |
| Houston             | Vereinigte Staaten           | Tennis Masters Cup                            | Tennis Masters Cup        | Hartplatz     | Roger Federer       |

¹ Das Kürzel „(i)“ (= indoor) bedeutet, dass das betreffende Turnier in einer Halle ausgetragen wird.